# Xiromeros
Xiromeros (tiếng Hy Lạp: ?) là một khu tự quản ở vùng Tây Hy Lạp, Hy Lạp. Khu tự quản Xiromeros có diện tích 590 km², dân số theo điều tra ngày 18 tháng 3 năm 2001 là 13358 người.